# The Decemberists
The Decemberists són un grup de música Rock (Pop) independent originari de Portland, Oregon (Estats Units). Actualment la banda està formada per Colin Meloy, Chris Funk, Jenny Conlee, Nate Query i John Moen.
Van debutar amb el senzill The Tain, autoproduït el 2001. El seu quart àlbum, The Crane Wife, va sortir al mercat el 3 d'octubre del 2006 de la mà de Capitol Records, i va constituir la primera aparició de la banda sota un segell discogràfic important.
El nom del grup fa referència a l'ambient relacionat amb el mes de l'any "desembre" i a la Revolta dels Decembristes, que va tenir lloc a la Rússia Imperial el 14 de desembre de 1825. En relació amb això, a vegades el grup introdueix els seus concerts amb l'himne nacional de la Unió Soviètica.

## Discografia
Àlbums de llarga durada :
- Castaways and Cutouts (2002)
- Her Majesty the Decemberists (2003)
- Picaresque (2005)
- The Crane Wife (2006)
- The Hazards of Love (2009)
- The King Is Dead (2011)
- What a Terrible World, What a Beautiful World (2015)
- The Queen of Hearts (with Olivia Chaney as Offa Rex, 2017)
- I'll Be Your Girl (2018)
- As It Ever Was, So It Will Be Again (2024)

Àlbums de curta durada :
- 5 Songs (2001)
- The Tain (2004)
- Picaresqueties (2005)
- Connect Sets (2006)